# Сен-Ром-де-Тарн
Сен-Ром-де-Тарн (фр. Saint-Rome-de-Tarn, окс. Sant Roma de Tarn) — коммуна во Франции, находится в регионе Окситания. Департамент — Аверон. Административный центр кантона Сен-Ром-де-Тарн. Округ коммуны — Мийо.
Код INSEE коммуны — 12244.
Коммуна расположена приблизительно в 540 км к югу от Парижа, в 130 км северо-восточнее Тулузы, в 45 км к юго-востоку от Родеза.

## Население
Население коммуны на 2008 год составляло 845 человек.
| 1962 | 1968 | 1975 | 1982 | 1990 | 1999 | 2008 |
| ---- | ---- | ---- | ---- | ---- | ---- | ---- |
| 647  | 729  | 669  | 629  | 676  | 715  | 845  |

## Экономика
В 2007 году среди 464 человек в трудоспособном возрасте (15—64 лет) 345 были экономически активными, 119 — неактивными (показатель активности — 74,4 %, в 1999 году было 68,2 %). Из 345 активных работали 318 человек (183 мужчины и 135 женщин), безработных было 27 (11 мужчин и 16 женщин). Среди 119 неактивных 29 человек были учениками или студентами, 51 — пенсионерами, 39 были неактивными по другим причинам.

## Фотогалерея
- Въезд в Сен-Ром-де-Тарн
- Мост через реку Тарн
- Карта коммуны